# Свети Николай (Литохоро)
„Свети Николай“ (на гръцки: Aγίου Nικολάου) е православна църква в Литохоро, Егейска Македония, Гърция, част от Китроската, Катеринска и Платамонска епархия. 
Църквата е един от двата енорийски храма на градчето и е разположена на централния площад. Първоначално е гробищен храм. В архитектурно отношение представлява трикорабна базилика с еклектични и неокласически декоративни елементи. Храмът съществува в 1870 година. В 1878 година е изгорен по време на Литохорското въстание. В 1996 година храмът е обявен за защитен паметник на културата.